# Großheiligenhäuschen (Koblenz)

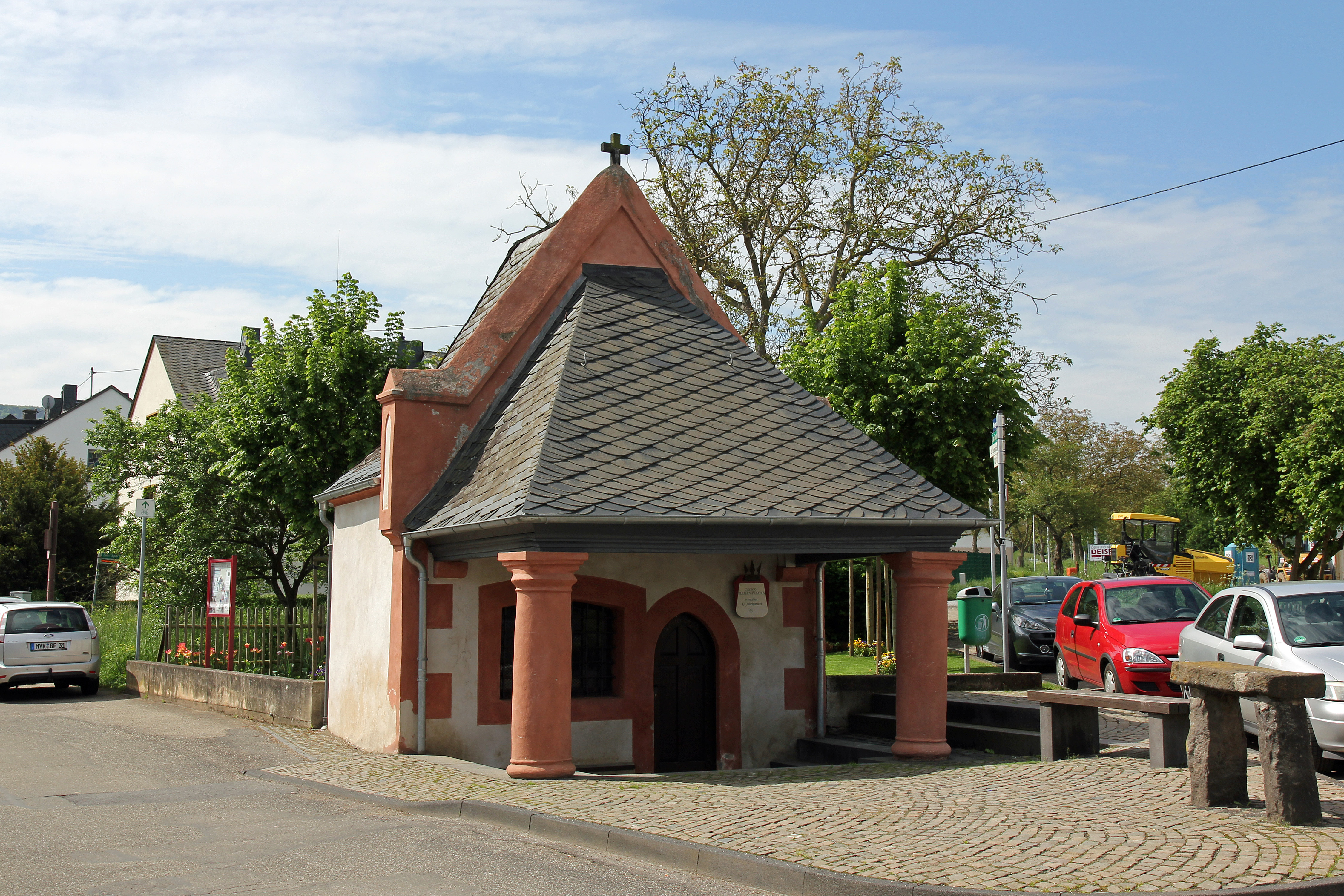
Das Großheiligenhäuschen in Koblenz-Güls mit dem Kiepenstein (rechts)

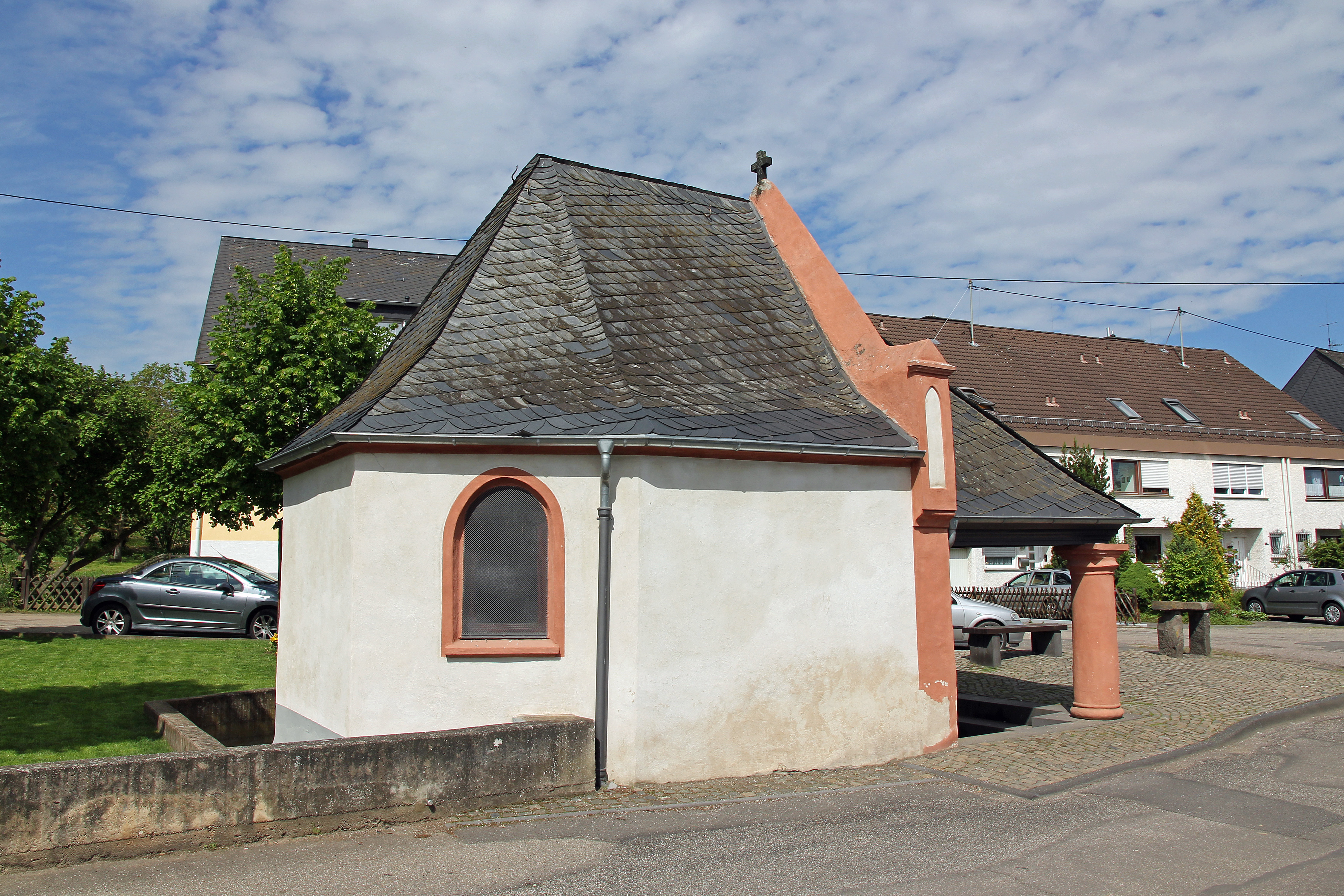
Seitenansicht

Das Großheiligenhäuschen ist eine katholische Kapelle in Koblenz. Das Heiligenhäuschen im Stadtteil Güls wurde im 15. Jahrhundert außerhalb des Ortes an der Straße nach Winningen erbaut und lud vorbeiziehende Menschen zum Gebet und zur Rast ein oder bot ihnen bei Unwetter Schutz.

## Geschichte
Das Großheiligenhäuschen wurde im 15. Jahrhundert erbaut, was durch die Datierung von Resten von Wandmalereien im Inneren bestätigt werden konnte. Im späten 17. Jahrhundert wurde eine Vorhalle angebaut. In der Kapelle befand sich vormals eine spätgotische Pietà (16. Jahrhundert), die heute in der Pfarrkirche St. Servatius steht. Die letzte Renovierung fand von September 2007 bis Mai 2008 statt, bei der die historische Farbgebung wiederhergestellt wurde.

## Bau
Das Großheiligenhäuschen steht gegenüber dem heutigen Straßenniveau etwas vertieft. Die nach Süden ausgerichtete Kapelle besitzt einen dreiseitigen Chor. Über dem Eingang erhebt sich ein Schildgiebel mit steinernem Firstkreuz. Vor dem Eingang ist ein auf zwei Säulen stehendes Vordach mit hohem halben Pyramidendach angebaut. Neben dem spitzbogigen Eingangspförtchen ist ein Fenster mit dünner Mittelsäule und zwei spätromanischen Blattkapitellen eingelassen. Im Inneren Reste von Wandmalereien aus dem 15. Jahrhundert, die die 14 Nothelfer darstellen sollen. In einer zentralen Nische über dem gemauerten Altar steht eine Pietà aus dem 19. Jahrhundert. Vor dem Großheiligenhäuschen steht ein sogenannter Kiepenstein aus Basaltlava, der vormals zum Abstellen von Traglast genutzt wurde.

## Denkmalschutz
Das Großheiligenhäuschen ist ein geschütztes Kulturdenkmal nach dem Denkmalschutzgesetz (DSchG) und in der Denkmalliste des Landes Rheinland-Pfalz eingetragen. Es liegt in Koblenz-Güls in der (gegenüber) Gulisastraße 61.